# Ефтимов, Йордан
Йорда́н Симео́нов Ефти́мов (род. 23 января 1971, Разград, Болгария) — современный болгарский поэт, литературовед, критик. Член Содружества болгарских писателей.

## Биография
Родился в 1971 г. в г. Разград. Окончил факультет болгарской филологии Софийского университета. С 1993-го до сегодня работает в недельной газете «Литературен вестник» – издание, наследившее самиздатские журналы «Мост» и «Глас», конца восьмидесятых. Ефтимов – преподаватель теорию литературы в приватного Нового болгарского университета в Софии. Докторат на тему болгарского символизма (2008). Доцентура на тему поэзия болгарских диссидентов коммунистического периода (2012).

## Творчество

### Поэтические сборники
- «Метафизика метафизики» (1993)
- «11 индейских сказок» (1997)
- «Африка» (1998)
- «Опера нигра» (2001)
- «Моя жена всегда говорит» (2005)
- «Сердце не творец» (2013)[1][2][3][4][5]
- «Проверенные теории, заключительные эксперименты» (2018)
- «Прежде чем они смоют кровь» (2022)

### Монографические исследования и сборники научного характера

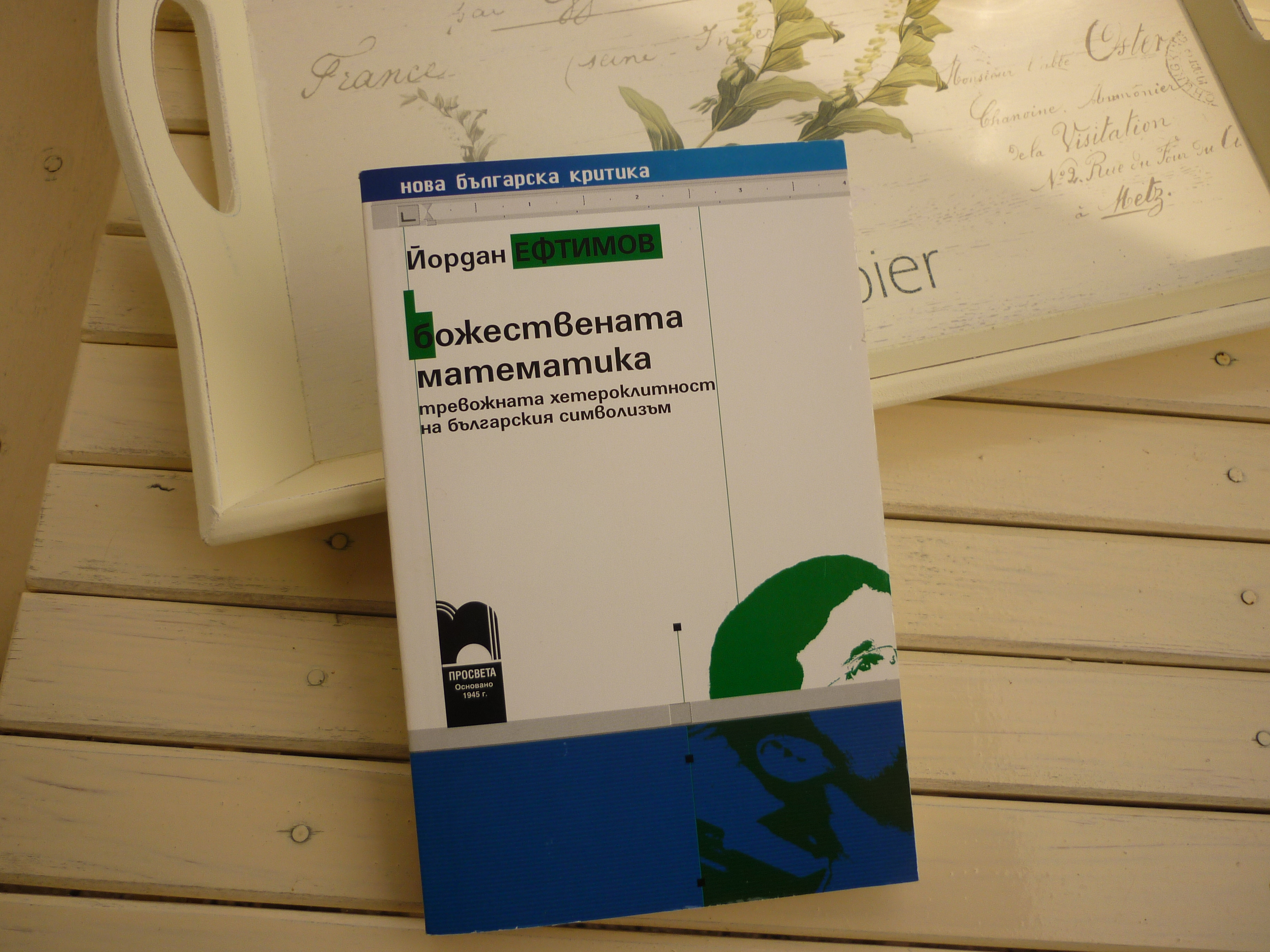
„Божественная математика“, первое издание, 2012

- «Опровергнутая добродетель. Исследования творчества писателя эмигранта Цветана Марангозова». Изд. ателие „Аб“, С., 2008
- «Двойное дно классики» (2010)
- «Здесь положен заяц» (2010)
- «Божественная математика: Тревожная хетероклитность болгарского символизма». София: Просвета, 2012, 336 с. (ISBN 978-954-012-699-9)[6][7][8]
- «Поэтика согласия и несогласия: Болгарская литература из 50-х годов до 90-х годов XX века и идеология». София: Новый болгарский университет, 2013, 318 с. (ISBN 978-954-535-726-8)[9]
- «Литература около нуля. Выполненные и невыполненные проективные анализы и заинтересованные прогнозы». София: Просвета, 2019, 288 с. (ISBN 978-954-01-3980-7)
- «Стратегии без тактики: карантинописы и другие микроэссе от LinkedIn и со склада ума». София: Смол стейшънс прес, 2021, 170 с. (ISBN 9789543841226)